# Patriarca Grego Ortodoxo de Antioquia
O Patriarca Grego Ortodoxo de Antioquia ou Patriarca de Antioquia e de Todo o Oriente (em árabe: بطريرك أنطاكية وسائر المشرق‎), cujo título completo é Sua Divina Beatitude, Patriarca da Grande Cidade de Antioquia, Síria, Arábia, Cilícia, Ibéria, Mesopotâmia e todo o Oriente (em grego:  Ἡ Αὐτοῦ Θειοτάτη Μακαριότης Πατριάρχης τῆς Μεγάλης Θεουπόλεως Ἀντιοχείας, Συρίας, Ἀραβίας, Κιλικίας, Ἰβηρίας τε καὶ Μεσοποταμίας καὶ πάσης Ἀνατολῆς), é o título oficial do bispo primaz do Patriarcado Ortodoxo Grego de Antioquia.
A residência do patriarca está localizada no território da Catedral da Santa Virgem Maria (Miryamia) em Damasco (Antioquia - moderna Antáquia  - está localizada na Turquia e de fato não tem nada a ver com a moderna Igreja de Antioquia); a segunda residência (de verão) é no Mosteiro de Shuveyr (Líbano), bem como no Mosteiro de Balamand (Líbano).
O Patriarcado Grego ("Rum") de Antioquia é um dos antigos patriarcados da Igreja Ecumênica no Oriente; ocupa o terceiro lugar no díptico das Igrejas ortodoxas autocéfalas - depois de Constantinopla e Alexandria.
O atual patriarca é João X, desde 17 de dezembro de 2012.